# 業務核都市
業務核都市是指日本政府針對首都圈（東京都會區），為了解決大都市依存問題為目的，在業務上有各種功能，能夠適正的接受其配置，以解消都市飽和當作其樑柱的都市，是種指定型態的城市。依照1988年制定的多極分散型國土形成促進法的制度而設立，管轄歸屬為國土交通省。
東京都區部以外的地域，有相當程度的廣泛，同時是某地域的中心都市為整備的重點，平衡的地區結構為基礎來指定，在1986年第四次首都圈基本計劃時，就已經制定了基本的方針公開。在那之後，第四次計畫有11個都市圈，1999年的第五次計畫有4個都市圈被指定。

## 第4次首都圏基本計畫指定
- 橫濱市
- 川崎市
- 厚木市
- 八王子市・立川市
- 青梅市
- 熊谷市・深谷市
- 浦和市・大宮市（現埼玉市）
- 土浦市・筑波市・牛久市
- 成田市・千葉新市鎮（日语：千葉ニュータウン）
- 千葉市
- 木更津市

## 第5次首都圏基本計畫指定
- 多摩市（多摩市與已經指定的八王子・立川一起形成了八王子・立川・多摩都市區。）
- 相模原市・町田市
- 川越市
- 春日部市・越谷市
- 柏市